# Endromopoda rubescens
Endromopoda rubescens är en stekelart som först beskrevs av Walley 1960.  Endromopoda rubescens ingår i släktet Endromopoda och familjen brokparasitsteklar. Inga underarter finns listade i Catalogue of Life.